# Ondřej Bank
Ondřej Bank (* 27. Oktober 1980 in Zábřeh na Moravě) ist ein ehemaliger tschechischer Skirennläufer. Seine größten Erfolge feierte er in der Kombination. In dieser Disziplin erreichte er zwei dritte Plätze im Weltcup und als bestes Ergebnis bei einem Großereignis den fünften Rang bei den Weltmeisterschaften 2011. Bei den Olympischen Winterspielen 2014 erreichte er zudem einen fünften Rang im Riesenslalom.

## Biografie
Bank begann seine internationale Karriere im Dezember 1995, als er als 15-Jähriger an ersten FIS-Rennen teilnahm. Im Februar 1996 fuhr er erstmals auf das Podest und im Januar 1999 feierte er seinen ersten Sieg in einem FIS-Rennen. Von 1998 bis 2000 nahm er auch an den Juniorenweltmeisterschaften teil, erreichte dabei aber als bestes Resultat lediglich den 29. Platz im Slalom 1999.
Am 9. Januar 2001 bestritt Bank sein erstes Weltcuprennen, den Riesenslalom von Adelboden, in dem er sich aber nicht für den zweiten Durchgang qualifizieren konnte. Einen Monat später erreichte er bei den Weltmeisterschaften 2001 in St. Anton am Arlberg völlig überraschend den sechsten Platz in der Kombination. Zudem wurde er 26. im Riesenslalom. Kurz darauf bestritt der Tscheche auch sein erstes Europacuprennen und im März wurde er Tschechischer Meister im Slalom. Bis 2006 folgten im Slalom und im Riesenslalom je drei weitere tschechische Meistertitel. In der Saison 2001/02 holte Bank mit Rang 25 im Slalom von Val Thorens seine ersten Europacuppunkte, bei seinem einzigen Weltcupseinsatz dieses Winters im Slalom von Kranjska Gora schaffte er es aber nicht bis in den zweiten Lauf. Bei den Olympischen Winterspielen 2002 in Salt Lake City fiel Bank im zweiten Durchgang des Kombinationsslaloms aus und auch im Spezialslalom und im Riesenslalom kam er nicht ins Ziel. Sein einziges Resultat war der 39. Platz in der Abfahrt. In der Saison 2002/03 blieb der Tscheche bei seinen drei Weltcupeinsätzen weiter ohne Resultat. Bei den Weltmeisterschaften 2003 in St. Moritz erreichte er den 16. Platz in der Kombination sowie Rang 37 in der Abfahrt und Rang 41 im Super-G.
Am 11. Januar 2004 gewann Bank mit Platz 14 in der Kombination von Chamonix seine ersten Weltcuppunkte und drei Wochen später fuhr er in der Kombination von Kitzbühel auf Platz elf. Im Winter 2004/05 war sein einziges Weltcupresultat der 17. Platz im Riesenslalom von Alta Badia, bei den Weltmeisterschaften 2005 in Bormio wurde er 16. in der Kombination, 24. im Riesenslalom und 26. im Super-G. In der Saison 2005/06 konnte Bank in allen drei Weltcup-Super-Kombinationen punkten. Er wurde 20. in Val-d’Isère, 21. in Wengen und 19. in Chamonix. Dass die Kombination seine stärkste Disziplin ist, bewies der Tscheche auch bei den Olympischen Winterspielen 2006 in Turin. Hier erreichte er, wie schon bei der WM 2001, den sechsten Platz in der Kombination und damit die beste Platzierung eines tschechischen Skirennläufers bei Olympischen Spielen seit Peter Jurkos fünftem Kombinationsplatz 1988 in Calgary. Am 30. November 2006 erreichte Bank in der Super-Kombination von Beaver Creek auch im Weltcup einen sechsten Platz. Im Dezember 2006 folgte ein 25. Platz in der Super-Kombination auf der Reiteralm und im Januar 2007 der elfte Platz im Slalom von Adelboden. Zudem kam er im März im Slalom von Madesimo/Campodolcino zum ersten Mal in einem Europacuprennen unter die besten drei. Bei den Weltmeisterschaften 2007 erreichte er Platz zehn in der Super-Kombination und Platz 17 im Riesenslalom sowie Rang 35 in der Abfahrt und Rang 36 im Super-G. Außerdem belegte er mit seinen Mannschaftskollegen den neunten Platz im Team-Wettbewerb.
Sein bisher bestes Ergebnis im Weltcup erzielte Bank am 29. November 2007 in der Super-Kombination von Beaver Creek, als er hinter dem Schweizer Daniel Albrecht und dem Franzosen Jean-Baptiste Grange Dritter wurde. Damit gelang ihm als erstem Tschechen seit über 25 Jahren ein Podestplatz im Weltcup. Den bis dahin letzten hatte Ivan Pacák am 24. Januar 1982 mit Platz zwei in der Kombination von Wengen erzielt. Am 15. Januar 2008 kam Bank im ersten Abfahrtstraining auf der Streif in Kitzbühel schwer zu Sturz und zog sich dabei einen doppelten Unterschenkelbruch zu. Er musste die Saison vorzeitig beenden und konnte auch im Winter 2008/09 keine Rennen bestreiten.
In der Saison 2009/10 konnte sich Bank wieder in der Nähe der Weltspitze etablieren. Sein bestes Weltcupergebnis in diesem Winter war der siebte Platz in der Super-Kombination von Wengen. Dieselbe Platzierung erreichte er bei den Olympischen Winterspielen 2010, ebenfalls in der Super-Kombination. Am 14. März 2010 stand er beim Saisonfinale in Garmisch-Partenkirchen im tschechischen Team, welches überraschend den nur zum Nationencup zählenden Teambewerb vor der Schweiz und vor Österreich gewann. Danach wurde er noch in allen vier Disziplinen Tschechischer Meister. In der Saison 2010/11 konnte sich Bank weiter steigern. Er fuhr in fünf Weltcuprennen (drei Super-Kombinationen und jeweils ein Slalom und Riesenslalom) unter die schnellsten zehn und erreichte als bestes Resultat den fünften Platz im Riesenslalom von Alta Badia. Damit wurde er 26. im Gesamtweltcup – zuvor war er noch nie unter den besten 50 gewesen – sowie 14. im Riesenslalom- und Siebter im Kombinations-Weltcup. Bei den Weltmeisterschaften 2011 in Garmisch-Partenkirchen erreichte er den fünften Platz in der Super-Kombination und damit sein bisher bestes WM-Ergebnis.
Aufgrund einer schweren Viruserkrankung konnte Bank im gesamten Sommer 2011 nicht trainieren. So blieb er im Weltcupwinter 2011/12 zunächst ohne zählbares Ergebnis, bis die Saison für ihn Mitte Januar wegen eines Bandscheibenvorfalls vorzeitig zu Ende war. Nach fünfmonatiger Rehabilitation erlitt er im September 2012 beim Training in Chile einen Bruch des Kiefers, worauf er das Schneetraining für vier Wochen unterbrechen musste. Ende November 2012 verletzte sich Bank beim zweiten Training zur Weltcupabfahrt in Beaver Creek an der Schulter, worauf er erneut mehrere Wochen pausieren musste. Im Riesenslalom der Olympischen Winterspiele 2014 lag Bank nach dem ersten Durchgang sensationell auf Rang zwei, musste sich schlussendlich jedoch mit dem fünften Platz zufriedengeben. Die Super-Kombination beendete er auf Rang sieben, im Super-G und in der Abfahrt belegte er die Ränge 9 bzw. 20.
Am 23. Januar 2015 erreichte Bank mit Rang drei in der Super-Kombination von Kitzbühel seinen zweiten Weltcup-Podestplatz. Bei den Alpinen Skiweltmeisterschaften 2015 in Vail/Beaver Creek erreichte er mit Platz 7 in der Abfahrt sein drittbestes WM-Ergebnis, einen Tag später stürzte er in der Kombiabfahrt kurz vor dem Zielsprung schwer und verlor das Bewusstsein. Bis auf Prellungen und Abschürfungen sowie einer leichten Gehirnerschütterung kam er aber glimpflich davon. Ein Foto dieses Sturzes durch den österreichischen Fotografen Christian Walgram brachte diesem einen ersten Preis beim World Press Photo Award. Am 22. Februar 2016 gab Bank im tschechischen Rundfunk seinen Rücktritt bekannt.

## Erfolge

### Olympische Winterspiele
- Salt Lake City 2002: 39. Abfahrt
- Turin 2006: 6. Kombination, 16. Riesenslalom
- Vancouver 2010: 7. Super-Kombination, 11. Slalom, 17. Riesenslalom, 30. Abfahrt
- Sotschi 2014: 5. Riesenslalom, 7. Super-Kombination, 9. Super-G, 20. Abfahrt

### Weltmeisterschaften
- St. Anton 2001: 6. Kombination, 26. Riesenslalom
- St. Moritz 2003: 16. Kombination, 37. Abfahrt, 41. Super-G
- Bormio 2005: 16. Kombination, 24. Riesenslalom, 26. Super-G
- Åre 2007: 10. Super-Kombination, 17. Riesenslalom, 35. Abfahrt, 36. Super-G, 9. Team-Wettbewerb
- Garmisch-Partenkirchen 2011: 5. Super-Kombination, 17. Super-G, 19. Riesenslalom, 21. Abfahrt
- Schladming 2013: 11. Super-Kombination, 27. Abfahrt
- Vail/Beaver Creek 2015: 7. Abfahrt

### Weltcup
- 12 Platzierungen unter den besten zehn in Einzelrennen, davon 2 Podestplätze
- 1 Sieg bei Mannschaftswettbewerben

### Weltcupwertungen
| Saison  | Gesamt | Gesamt | Abfahrt | Abfahrt | Super-G | Super-G | Riesenslalom | Riesenslalom | Slalom | Slalom | Kombination | Kombination |
| Saison  | Platz  | Punkte | Platz   | Punkte  | Platz   | Punkte  | Platz        | Punkte       | Platz  | Punkte | Platz       | Punkte      |
| ------- | ------ | ------ | ------- | ------- | ------- | ------- | ------------ | ------------ | ------ | ------ | ----------- | ----------- |
| 2003/04 | 93.    | 42     | –       | –       | –       | –       | –            | –            | –      | –      | 8.          | 42          |
| 2004/05 | 126.   | 14     | –       | –       | –       | –       | 48.          | 14           | –      | –      | –           | –           |
| 2005/06 | 98.    | 33     | –       | –       | –       | –       | –            | –            | –      | –      | 22.         | 33          |
| 2006/07 | 84.    | 70     | –       | –       | –       | –       | –            | –            | 42.    | 24     | 20.         | 46          |
| 2007/08 | 74.    | 88     | –       | –       | –       | –       | –            | –            | 44.    | 28     | 17.         | 60          |
| 2009/10 | 55.    | 147    | –       | –       | –       | –       | 23.          | 63           | 45.    | 16     | 16.         | 68          |
| 2010/11 | 26.    | 303    | 40.     | 21      | 59.     | 1       | 14.          | 112          | 27.    | 63     | 7.          | 106         |
| 2013/14 | 100.   | 29     | 55.     | 1       | –       | –       | 38.          | 13           | –      | –      | 25.         | 15          |
| 2014/15 | 41.    | 199    | 31.     | 63      | 38.     | 26      | 35.          | 18           | –      | –      | 5.          | 92          |

### Juniorenweltmeisterschaften
- Megève 1998: 31. Slalom, 49. Abfahrt
- Pra Loup 1999: 29. Slalom, 36. Super-G, 60. Abfahrt
- Québec 2000: 36. Riesenslalom, 49. Super-G, 49. Abfahrt

### Tschechische Meisterschaften
Bank ist 13-facher Tschechischer Meister:
- Slalom: 2001, 2003, 2004, 2006, 2010
- Riesenslalom: 2003, 2004, 2006, 2010, 2011
- Super-G: 2010
- Super-Kombination: 2010, 2011

### Weitere Erfolge
- 1 Podestplatz im Europacup
- 29 Siege in FIS-Rennen